# بوگس

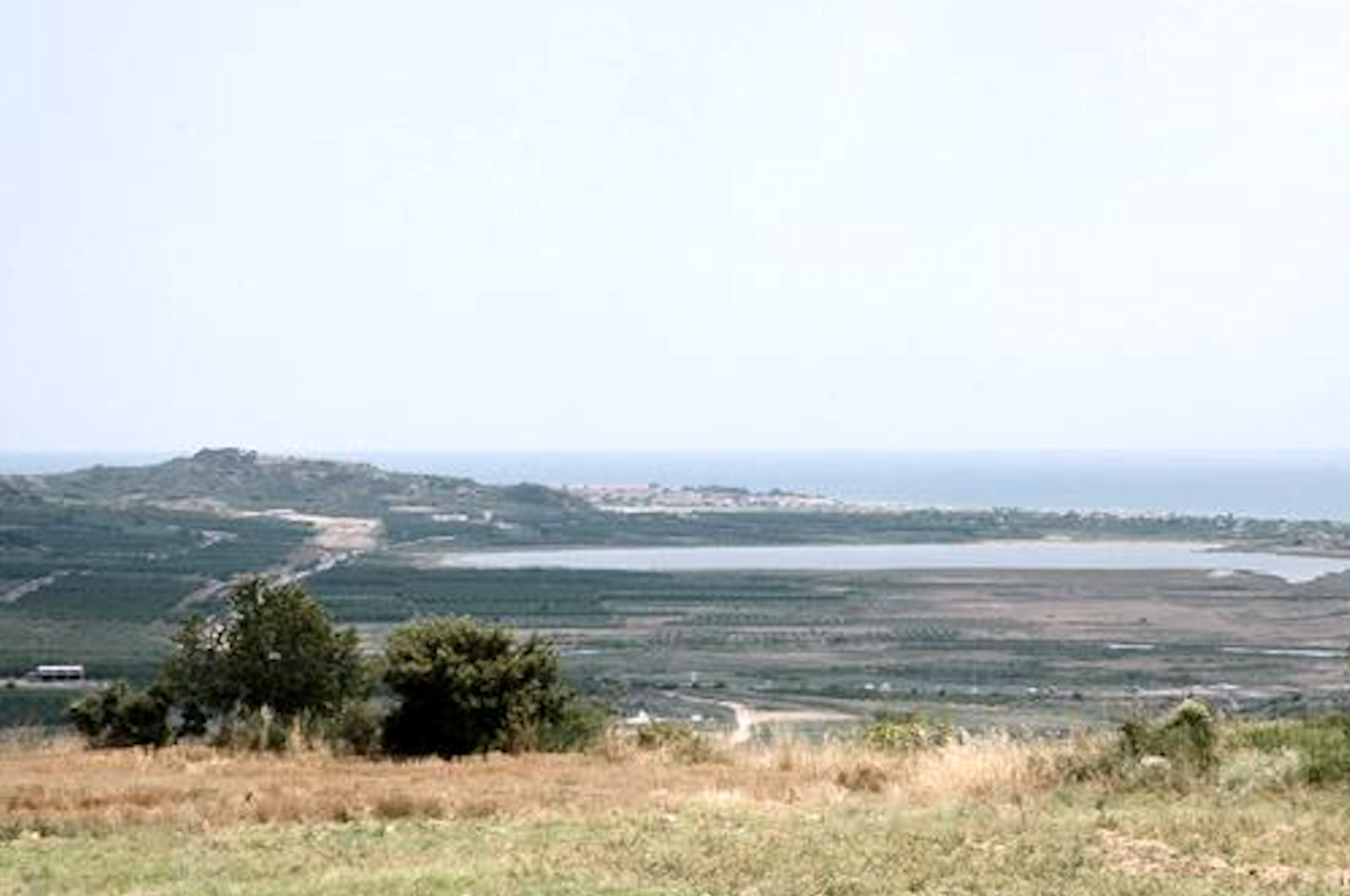
قلعه ایران باستان در ایون (سمت چپ) و دهانه رود استروما (راست)، از Ennea Hodoi (آمفیپولیس) دیده می‌شود.

«بوگس» یک فرمانده رسمی و نظامی پارسی بود که به عنوان فرماندار («هیپارکوس») ایون در تراکیه (ساتراپی اسکودرا هخامنشی) در دوران حکومت خشایارشای یکم (۴۸۶–۴۶۵ پ. م) خدمت می‌کرد. به گفته هرودوت، به دنبال شکست‌های ایرانیان در نبرد پلاته و نبرد میکال، بوگس از ترک ایون خودداری کرد که در سال ۴۷۶/۵ پ. م، توسط آتنی‌ها به رهبری کیمون (پسر میلتیاد) محاصره شد. هنگامی که شاید می‌توانست شهر را تسلیم کند و با خیال راحت بیرون بیاید، بوگس تصمیم گرفت تا آخرین لحظه مقاومت کند، زیرا می‌خواست از ذلت اسیر شدن به دست دشمن پرهیز کند. هنگامی که آذوقه شهر در طول محاصره طولانی مدت به پایان رسید، بوگس آتش بزرگی برپا کرد، همسر، فرزندان، صیغه‌ها و خدمتکاران خود را کشت و آنها را در آتش انداخت. او سپس تمام قطعات نقره و طلا را که در شهر ذخیره شده بود جمع‌آوری کرد و آنها را به رود استروما انداخت. سپس خود را در آتش انداخت. بوگس به خاطر شجاعت و وفاداری‌اش توسط خشایارشا یکم مورد احترام قرار گرفت،  و حتی خود هرودوت نیز با آن موافق بود . هنگامی که هرودوت تاریخ خود را در نیمه دوم قرن پنجم پیش از میلاد نوشت، بوگس هنوز توسط ایرانیان به دلیل اعمالش مورد ستایش قرار می‌گرفت. فرزندان بوگس که در قلمروی شاهنشاهی هخامنشی جان سالم به در بردند نیز توسط خشایارشا بسیار مورد احترام قرار گرفتند.